# NGC 5575
NGC 5575 је лентикуларна галаксија у сазвежђу Девица која се налази на NGC листи објеката дубоког неба.
Деклинација објекта је + 6° 12' 10" а ректасцензија 14h 20m 59,5s. Привидна величина (магнитуда) објекта NGC 5575 износи 13,4 а фотографска магнитуда 14,4. NGC 5575 је још познат и под ознакама NGC 5578, UGC 9184, MCG 1-37-8, CGCG 47-21, PGC 51272.